# Герб Побужан
Герб Побужан — офіційний символ села Побужани, Золочівського району Львівської області, затверджений 20 травня 2010 р. рішенням Побужанської сільської ради.
Автори — Андрій Гречило та М. Конопацька.

## Опис герба
У зеленому полі над срібною хвилястою основою стоїть золота церква, над нею обабіч злітають два срібні лелеки з чорним оперенням.

## Зміст
Церква Воскресіння Господнього є пам'яткою архітектури місцевого значення. Срібна хвиляста основа в гербі означає річку Західний Буг, над якою розташоване село. Лелеки підкреслюють приналежність села до колишнього Буського району та разом із символічним зображенням річки вказують на назву поселення.